# Ammoniak til halm
Ammoniak til halm er en dansk dokumentarfilm fra 1982.

## Handling
Filmen handler om tilsætning af ammoniak til plastdækkede halmstakke.